# Леонарди, Марко
Ма́рко Леонарди (итал. Marco Leonardi; род. 14 ноября 1971, Мельбурн) — итальянский актёр.

## Биография
Марко Леонарди родился в Австралии в семье итальянцев. В возрасте четырёх лет вместе с семьей переехал в Италию.
Начал сниматься в кино в 1986 году. Известность получил в 1988 году после выхода фильма «Новый кинотеатр «Парадизо»».
В 2000 году получил главную роль в фильме «От заката до рассвета 3: Дочь палача».
За свою карьеру сыграл более чем в 60 фильмах и сериалах.

## Личная жизнь
С 1991 по 1999 год встречался с партнёршей по фильму «Как вода для шоколада» Луми Кавазос. Затем некоторое время встречался с Ребеккой Гейхарт.

## Избранная фильмография
| Год  |   | Русское название                     | Оригинальное название                         | Роль                          |
| ---- | - | ------------------------------------ | --------------------------------------------- | ----------------------------- |
| 1988 | ф | Новый кинотеатр «Парадизо»           | Nuovo Cinema Paradiso                         | Сальваторе Ди Вита (в юности) |
| 1990 | ф | Забыть Палермо                       | Dimenticare Palermo                           | итальянец                     |
| 1992 | ф | Как вода для шоколада                | Como Agua Para Chocolate                      | Педро                         |
| 1996 | ф | Синдром Стендаля                     | La Sindrome di Stendhal                       | Марко Лонги                   |
| 1997 | ф | Мой брат Джек                        | My Brother Jack                               | Джек Казале                   |
| 2000 | в | От заката до рассвета 3: Дочь палача | From Dusk Till Dawn 3: The Hangman's Daughter | Джонни Мадрид                 |
| 2003 | ф | Однажды в Мексике                    | Once Upon a Time in Mexico                    | Фидео                         |
| 2007 | ф | Марадона: Рука Бога                  | Maradona, la mano di Dio                      | Диего Марадона                |
| 2014 | ф | Чёрные души                          | Anime nere                                    | Луиджи                        |
| 2017 | ф | Все деньги мира                      | All the Money in the World                    | Маммолити                     |
| 2022 | ф | Молодой папа                         | Padre Pio                                     | Джерардо                      |

## Награды и номинации
| Год  | Награда              | Категория    | Работа              | Результат |
| ---- | -------------------- | ------------ | ------------------- | --------- |
| 1998 | Napoli Film Festival | Лучший актёр | Мой брат Джек       | Победа    |
| 2007 | Серебряная лента     | Лучший актёр | Марадона: Рука Бога | Номинация |
| 2015 | Серебряная лента     | Лучший актёр | Чёрные души         | Номинация |